# Leonel Power
Leonel Power   (1375 ↔ 1380 - 5 de juny de 1445 (Gregorià)) també escrit Lionel, Lyonel, Leonellus, Leonelle; Polbero, va ser un compositor anglès del primer Renaixement. Juntament amb John Dunstable, va ser una figura dominant de la música anglesa del segle XV. Principalment compositor de motets i de seccions de la Missa, és el col·laborador més ben representat al manuscrit d'Old Hall. De vegades només se'l coneix pel seu nom cristià.

## Biografia
Se sap molt poc de la vida de Power. Documents que daten de principis de la dècada de 1440 es refereixen a ell com a nadiu de Kent. L'anàlisi estilística de la seva música, així com la seva probable edat durant els seus nomenaments coneguts, mostren que podria haver nascut entre 1370 i 1385. Els estudiosos moderns solen descartar el suggeriment que Power era d'origen irlandès, que va aparèixer a l'obra de W.H.G. Flood de 1905, *A History of Irish Music*, ja que no se sap que Flood hagués tingut altres fonts sobre la vida de Power que les disponibles actualment.
La primera referència datada a Power es refereix a ell com a instructor dels coristes de la capella domèstica de Thomas de Lancaster, primer duc de Clarence. El duc va morir el 1421; la següent referència a Power és del 1423: el 14 de maig es va unir a la fraternitat de Christ Church, Canterbury. Gairebé amb tota seguretat va servir com a mestre de cor de la catedral, i també podria haver estat contractat per Joan de Lancaster, Primer Duc de Bedford. Va morir a Canterbury el 5 de juny de 1445 i va ser enterrat l'endemà; es conserven diversos avisos de la seva mort.

## Música i influència
Tot i que la producció de Power va ser lleugerament inferior a la de Dunstable (només se li poden atribuir definitivament 40 peces existents), la seva influència va ser similar. És el compositor més ben representat al Manuscrit d'Old Hall, una de les úniques fonts intactes de música anglesa de principis del segle XV (la majoria dels manuscrits van ser destruïts durant la Dissolució dels Monestirs entre 1536 i 1540 sota Enric VIII).
Power va ser un dels primers compositors a establir moviments separats de l'Ordinari de la Missa que estaven temàticament unificats i destinats a ser interpretats de manera contigua. El Manuscrit d'Old Hall conté la seva missa basada en l'antífona mariana, Alma Redemptoris Mater, en què l'antífona s'expressa literalment en tenor a cada moviment, sense ornaments. Aquesta és l'única composició cíclica de l'Ordinari de la missa que se li pot atribuir.

## Obres
Masses

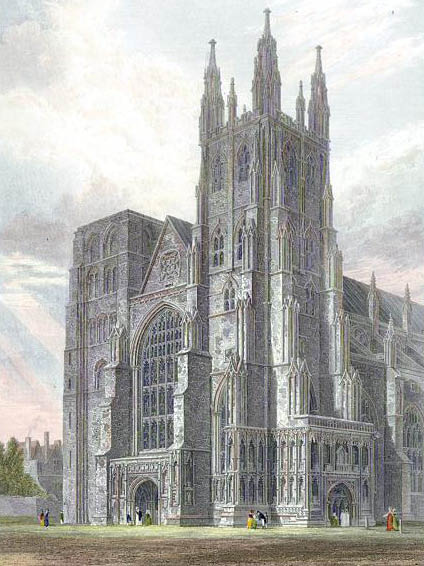
Un gravat de 1821 de les torres occidentals de la catedral de Canterbury. Power era membre de la fraternitat de la catedral i hi treballava com a mestre de cor.

- Kyrie, Gloria, Credo, Sanctus, Agnus, for 3vv (on Rex seculorum; possiblement per Dunstable)
- Kyrie, Gloria, Credo, Sanctus, Agnus, for 3vv (Sine nomine; possiblement per Dunstable o Benet)
- Gloria, Credo, Sanctus, Agnus, for 3vv (on Alma redemptoris mater)
- Gloria, Credo, for 4–5vv
- Gloria, Credo, for 3vv (on lauds antiphons for St. Thomas of Canterbury)
- Sanctus, Agnus, for 3vv (on Sarum Sanctus II, Agnus VII)
- Sanctus, Agnus, for 4vv (on Sarum Sanctus III, Agnus XII)
- 2 Kyrie settings, 6 Gloria settings, 3 Credo settings, 5 Sanctus settings, and 3 Agnus settings; alguns fragmentaris i/o d'atribució qüestionable

Altres treballs
- Alma redemptoris mater, 2 versions for 3vv (possiblement per Dunstable)
- Anima mea liquefacta est (Christus resurgens), for 2/3vv
- Anima mea liquefacta est, for 3vv
- Ave regina celorum, ave, for 3vv
- Ave regina celorum, ave, for 4vv
- Beata progenies, for 3vv
- Beata viscera, for 3vv
- Gloriose virginis, for 4vv
- Ibo michi ad montem, for 3vv
- Mater ora filium, for 3vv
- Quam pulchra es, for 3vv
- Regina celi, for 3vv
- Salve mater Salvatoris, for 3vv (possiblement per Dunstable)
- Salve regina, for 3vv (paràfrasi del cant pla Alma redemptoris)
- Salve regina, for 3vv
- Salve sancta parens (Virgo prudentissima), for 3vv